# Allende (Coahuila)
Allende è una municipalità dello stato di Coahuila, nel Messico settentrionale, capoluogo della omonima municipalità.
Conta 22.654 abitanti (2010) e ha una estensione di 251,55 km².
Il paese deve il suo nome a Ignacio Allende, eroe della guerra d'indipendenza del Messico.